# .dmg
.dmg är en filändelse som ofta används i Mac OS för skivavbildning, en kopia av en enhet. Formatet erbjuder säkert lösenordsskydd, datakompression. DMG-filer används främst för att distribuera program över internet.
DMG-filer öppnas i Finder och skapar en ny "enhet". Man kan även kopiera filer från enheten, och även "mata ut" den, precis som med exempelvis CD-skivor.